# CTCFL
CTCFL‏ (CCCTC-binding factor like) هوَ بروتين يُشَفر بواسطة جين CTCFL في الإنسان.